# Eden Alene
Eden Alene (en hebreo: עדן אלנה‎; Jerusalén, 7 de mayo de 2000), también conocida simplemente como Eden, es una cantante israelí. Tras ganar la séptima temporada del concurso de canto HaKokhav HaBa , representó a Israel en el Festival de la Canción de Eurovisión 2021 con su canción "Set Me Free", quedando en el puesto 17.

## Biografía
Nació en el barrio Katamon de Jerusalén. Sus padres son judíos etíopes, quienes inmigraron por separado a Israel durante la Aliyá desde Etiopía. Cuando tenía dos años sus padres divorciaron y, desde entonces, no ha estado en contacto con su padre.
Alene asistió a una escuela primaria y secundaria judía religiosa, pero luego hizo la transición a una escuela secundaria judía secular, la Escuela Secundaria de la Universidad Hebrea, donde estudió teatro.
En 2018 comenzó su servicio militar obligatorio como soldado en las Fuerzas de Defensa de Israel (FDI) y sirvió en la banda militar del Cuerpo de Educación y Juventud. Recibió la baja honorable en octubre de 2020.
Estuvo en una relación con Yonatan Gabay. Los dos se separaron en febrero de 2022.

## Trayectoria
En octubre de 2017,  participó en la tercera edición del reality israelí El Factor X - Israel. En la primera audición,  cantó "Stone Cold" de Demi Lovato. En enero de 2018 ganó el programa.
En abril de 2018,  cantó una canción de Arkadi Duchin en la ceremonia de encendido de antorcha que inicia las celebraciones del 70.º Aniversario del Establecimiento del Estado de Israel. En diciembre de 2018, publicó su sencillo de debut, "Better".
En febrero de 2019, antes del Concurso de Eurovision de la Canción en Israel, hizo una versión de la canción "Save Your Kisses for Me" de Brotherhood of Man, que ganó el Concurso de Eurovision de la canción Canción de 1976.
En marzo de 2019,  publicó su segundo trabajo, "When it Comes to You", el cual estuvo producido por el productor americano Julian Bunetta. El mismo año, participó en una producción israelí de Little Shop of Horrors.
En 2019, participó en la séptima edición del reality Rising Star, consiguiendo el primer puesto el 4 de febrero de 2020. Como ganadora, iba a representar a Israel en el Concurso de Eurovision de la Canción 2020 que habría tenido lugar en Róterdam, Países Bajos. Sin embargo, el festival fue cancelado debido a la pandemia de COVID-19. Por esta razón, la televisión pública israelí la seleccionó internamente para representar al país en Eurovisión 2021.
En enero de 2021, sus tres canciones, una de las cuales es candidata a la final, son "Ue La La", "La La Love" y "Set Me Free". Finalmente, el 25 de enero de 2021, se eligió la canción "Set Me Free".
El 18 de mayo de 2021, ocupó el puesto 12 en la primera semifinal, tras Bélgica y precediendo a Rumanía. Se clasificó para la final el 22 de mayo. Además, batió el récord histórico de la nota más alta en la historia de Eurovisión, al alcanzar una nota de silbato de B6 durante la primera semifinal de Eurovisión 2021. En la final, obtuvo 93 puntos, quedando 17.ª de 26.

## Discografía

### Singles
| Título                                       | Año  | Posición en las listas | Álbum |
| Título                                       | Año  | ISR                    | Álbum |
| -------------------------------------------- | ---- | ---------------------- | ----- |
| "Better                                      | 2018 | —                      |       |
| "Save Your Kisses for Me"                    | 2019 | —                      |       |
| "When It Comes to You"                       | 2019 | —                      |       |
| "Feker Libi»                                 | 2020 | 3                      |       |
| "Set Me Free»                                | 2021 | 3                      |       |
| "—" No llegó a las listas o no fue publicado |      |                        |       |